# Cockle Park Tower

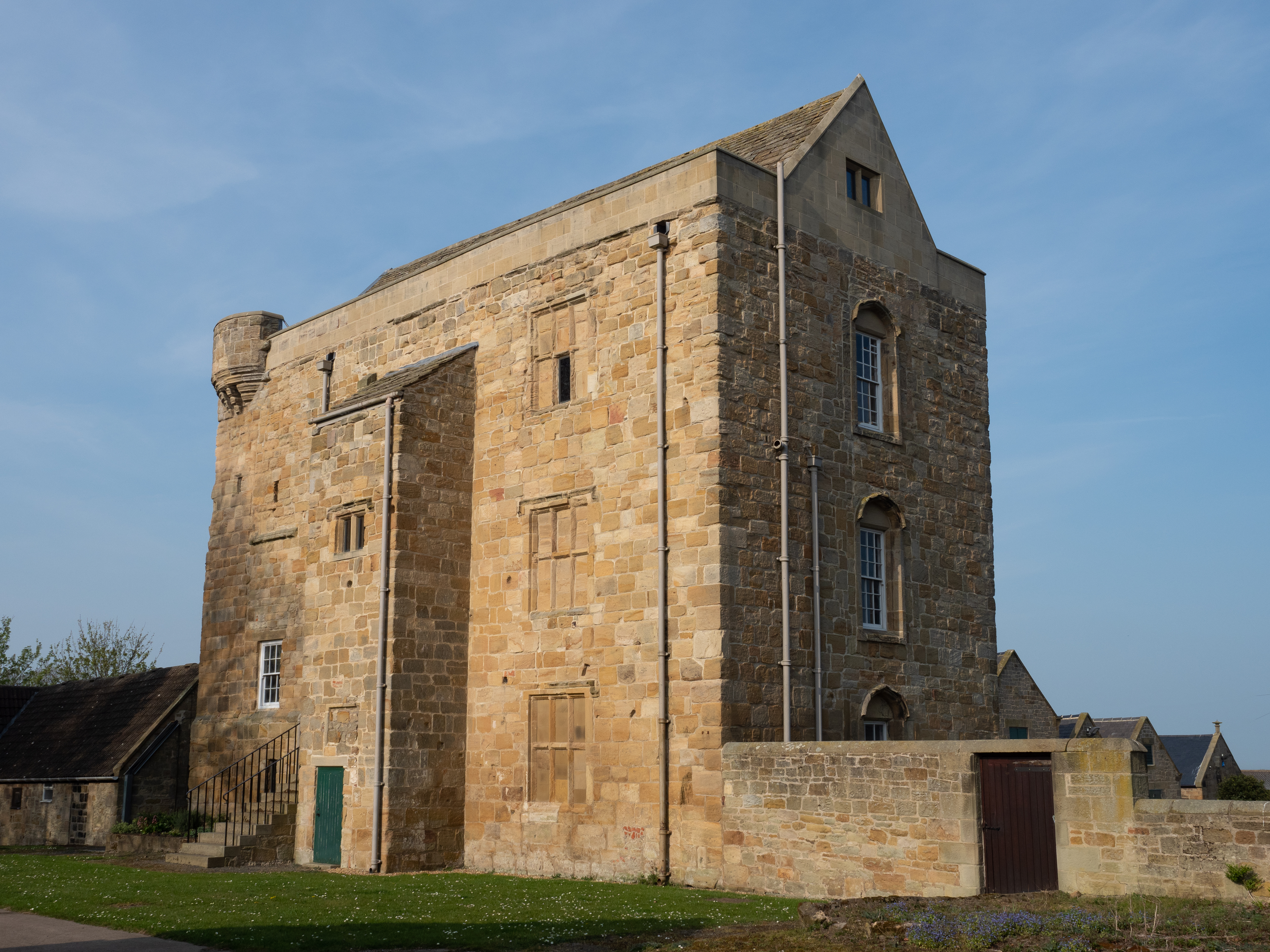
Cockle Park Tower

Der Cockle Park Tower, auch Cocklepark Tower, ist ein Wohnturm im Dorf Cockle Park, etwa 6,5 km nördlich von Morpeth in der englischen Grafschaft Northumberland.
Es handelt sich um einen dreistöckigen Wohnturm aus dem 15. Jahrhundert. Später wurde ein Nebengebäude angebaut. Das Haus war bis vor kurzem bewohnt, gilt aber heute als einsturzgefährdet.
Die University of Newcastle plant, das Gebäude im Rahmen des Umbaus des Bauernhofes in Cockle Park zu einem Zentrum für erneuerbare Energien aus der Landwirtschaft zu entwickeln.